# Рой, Ронит
Ронит Босе Рой (хинди रोनित रॉय, англ. Ronit Roy; 11 октября 1965, Нагпур, Махараштра, Индия) — индийский киноактёр, модель, продюсер и бизнесмен, «Амитабх Баччан телеиндустрии»[что?].

## Биография
Ронит — старший сын бизнесмена Бротиндранатха и его жены Долли Босе Рой. Его младший брат Рохит, также стал актёром кино и телевидения и телеведущим.
Уже в детстве Ронит полюбил кинематограф, однако ни в каких театральных постановках ни в школе, ни в колледже участия не принимал. После окончания колледжа отец сам купил ему билет в Мумбаи, так как окружающие часто обращали внимание на привлекательную внешность Ронита и советовали ему попробовать себя в кино.
Там он сначала жил в доме кинорежиссёра Субхаша Гхая, с которым Ронит часто советовался. По его совету, чтобы не зависеть от успеха на актёрском поприще, Ронит устроился в качестве менеджера в один из отелей. Он получил опыт во всех сферах связанных с отельным бизнесом, так как поработал и посудомойщиком, и официантом, и уборщиком.
Через год, когда умер его отец, Ронит решился бросить работу в отеле и устроился работать помощником режиссёра в кинокомпанию Субхаша Гхая, «Mukta Arts». Также он стал участвовать в показах мод и рекламе. Однажды, увидев один из таких рекламных роликов режиссёр Дипак Балрадж пригласил его в свой фильм «Тернистый путь» / «Jaan Tere Naam» (1992). Фильм стал хитом и сделал его известным. Затем Ронит сыграл в нескольких десятках фильмах, но последующие кинокартины с его участием не имели такого успеха как первый фильм. В ожидании подходящего сценария Ронит Рой открыл собственное охранное агентство «Ace Security and Protection», которое занимается обеспечением безопасности кинозвезд и VIP-персон.
Настоящая слава пришла к Рониту Рою в 2000-х годах, когда он стал играть в телесериалах — «Kammal», «Kasautii Zindagii Kay», «Kyunki Saas Bhi Kabhi Bahu Thi», благодаря оригинальному исполнению второстепенных ролей, которые не удавались другим актерам. Постепенно Ронит Рой стал лицом и любимым актером кинокомпании «Balaji Telefilms». Вслед за успехом на телевидении последовал и успех в кино — в фильмах «Полёт» (2010) и «Дети полуночи» (2012) он сыграл строгих отцов.
Ронит Рой входит в десятку самых высокооплачиваемых актеров индийского телевидения (в 2012 году занимал в ней первое место).
Также он участвует в различных шоу, в том числе и танцевальных. Имеет множество наград.
Помимо фильмов на хинди он снимался в нескольких фильмах на бенгальском языке, а 2017 году дебютировал в телугуязычном фильме Jai Lava Kusa в качестве антагониста, хотя из-за незнания телугу его персонажа озвучивал другой актёр.

## Личная жизнь
Ронит Рой был женат дважды (в последний раз — в 2003 году на актрисе и модели Нилам Сингх). От первого брака у него есть дочь Она, которая живёт в США, от второго — сын Адор (2005 г.р.) и дочь Агастья (2007 г.р.).

## Награды
- Star Parivaar Award: Favourite Pati «Kyunki Saas Bhi Kabhi Bahu Thi» (2003)
- Star Parivaar Award: Favourite Pita «Kyunki Saas Bhi Kabhi Bahu Thi» (2004)
- Indian Television Academy (ITA) Award: Best Actor, "Kyunki Saas Bhi Kabhi Bahu Thi (2004)
- Indian Telly Award: Best Actor in a Supporting Role, «Kasautti Zindagii Kay» (2004)
- Star Parivaar Award: Favourite Pita, «Kasautti Zindagii Kay» (2005)
- Star Parivaar Award: Favourite Sasur, «Kyunki Saas Bhi Kabhi Thi» (2006)
- Indian Telly Award: Television Personality of the Year (2006)
- MTV Style Award: Most Stylish TV Actor (2006)
- Sansui Television Award: TV Personality of the Year (2007)
- Indian Telly Award: Best Actor in a Negative Role, «Обещание» / «Kasamh Se» (2007)
- Star Parivaar Award: Favourite Pita, «Kasautti Zindagii Kay» (2007)
- Star Parivaar Award: Favourite Sasur, «Kyunki Saas Bhi Kabhi Bahu Thi» (2007)
- Balaji`s Globar Indian Telly Honors: Best Actor, «Kasautti Zindagi Kay» (2008)
- Sansui Television Award: Best Actor Jury, «Kyunki Saas Bhi Kabhi Bahu Thi» (2008)
- Filmfare Award за лучшую мужскую роль второго плана, «Полёт»[англ.] (2010)[5]

## Фильмография
| Год  |   | Русское название              | Оригинальное название                     | Роль                   |
| ---- | - | ----------------------------- | ----------------------------------------- | ---------------------- |
| 1984 | ф |                               | Dushmanon Ka Dushman                      |                        |
| 1988 | ф |                               | Khatron Ke Khiladi                        |                        |
| 1992 | ф | Тернистый путь                | Jaan Tere Naam                            | Сунил                  |
| 1993 | ф |                               | Tehqiqaat                                 | Рамеш                  |
| 1993 | ф |                               | Dosti ki Saugandh                         |                        |
| 1993 | ф |                               | Andha Intequam                            |                        |
| 1993 | ф |                               | Bomb Blast                                |                        |
| 1993 | ф | Смерть или жизнь              | Sainik                                    | Виджай Гхай            |
| 1993 | ф |                               | 15th August                               |                        |
| 1995 | ф | Семья и закон                 | Hulchul                                   | Каран                  |
| 1995 | ф | Танцоры рока                  | Rock Dancer                               |                        |
| 1996 | ф |                               | Jagannath                                 |                        |
| 1996 | ф | Отмщение                      | Jurmana                                   | Санджай Саксена        |
| 1996 | ф |                               | Megha                                     | Пракаш                 |
| 1996 | ф | Мстительница                  | Army                                      | Гавин                  |
| 1996 | ф | Добродетель                   | Danveer                                   | Вишал Шривастав        |
| 2000 | ф |                               | Glamour Girl                              | Сунил Верма            |
| 2001 | ф |                               | Hum Deewane Pyar Ke                       | Виджай Чаттерджи       |
| 2001 | ф |                               | Khatron Ke Khiladi                        |                        |
| 2001 | ф |                               | Shirdi Sai Baba                           |                        |
| 2002 | с |                               | Kammal                                    | Свайям                 |
| 2002 | с |                               | Kasautti Zindagii Kay                     | Ришабх Баджадж         |
| 2002 | с |                               | Kyunki Saas Bhi Kabhi Bahu Thi            | Михир Вирани           |
| 2003 | с |                               | Krishna Arjun                             | Анна / Виджай          |
| 2004 | с |                               | Kehna Hai Kuch Mujhko                     | Ишан Масанд            |
| 2003 | ф |                               | Shesh Bongsodar (Last Descendant) (бенг.) | Бонгсодар              |
| 2005 | ф | Кисна: Защищая свою любовь…   | Kisna: The Warrior Poet                   | Джимии                 |
| 2005 | ф |                               | Nishaan — The Target                      |                        |
| 2005 | с |                               | Kkayanjali                                | Маянк Нанда            |
| 2005 | с |                               | Ssshhhh… Koi Hai                          |                        |
| 2005 | с |                               | Sarkarr                                   | Кунал Вир Пратап Сингх |
| 2007 | с |                               | Kayamath                                  | Индер Шах              |
| 2007 | с | Обещание                      | Kasamh Se                                 | Апараджит Деб          |
| 2008 | ф |                               | Aap Jaisa Koi Nahin                       |                        |
| 2008 | с |                               | Kahaani Hamaaray Mahaabhaarat Ki          | Бхишма                 |
| 2009 | ф | Шанс на удачу                 | Luck by Chance                            | Себя самого            |
| 2009 | с |                               | Bandini                                   | Дхарамрадж Махияванши  |
| 2010 | ф | Крылья                        | Pankh                                     | Питер Д'Кунья          |
| 2010 | ф | Девушка в желтых сапогах      | That Girl in Yellow Boots                 |                        |
| 2010 | ф | Полет                         | Udaan                                     | Бхаирав Сингх          |
| 2011 | с |                               | Adaalat                                   | Адвокат К Д Патхак     |
| 2012 | ф | Ветры перемен / Дети полуночи | Winds Of Change / Midnight’s Children     | Ахмед Синай            |
| 2012 | ф | Студент года                  | Student of the Year                       | Тренер Каран Шах       |
| 2013 | ф | Перестрелка в Вадале          | Shootout at Wadala                        | Инспектор Раджа Тамбат |
| 2013 | ф |                               | Boss                                      | Аюшман Тхакур          |
| 2014 | ф | Два штата                     | 2 States                                  | Викрам Мальхотра       |
| 2015 | ф |                               | Guddu Rangeela                            | Биллу Пехелвван        |
| 2016 | ф |                               | Dongari ka Raja                           | Мансур Али             |
| 2016 | с |                               | 24                                        | Рой                    |
| 2017 | ф | Достойный                     | Kaabil                                    | Мадхаврао Шеллар       |
| 2017 | ф |                               | Sarkar 3                                  | Субда Сааб             |
| 2017 | ф |                               | Machine                                   | Balraj Thapar          |
| 2017 | ф |                               | Jai Lava Kusa (тел.)                      | Sarkar                 |
| 2017 | ф |                               | Munna Michael                             | Michael                |
| 2017 | ф |                               | Lucknow Central                           | Raja Shrivastava       |
| 2018 | ф |                               | Loveyatri                                 | Sam Patel "Sameer"     |
| 2018 | ф |                               | Thugs of Hindostan                        | Mirza Sikander Baig    |